# Ист Даглас (Масачусетс)
Ист Даглас (енгл. East Douglas) насељено је место без административног статуса у америчкој савезној држави Масачусетс.

## Демографија
По попису из 2010. године број становника је 2.557, што је 238 (10,3%) становника више него 2000. године.
| Група             | 2000.         | 2010.         |
| Белци             | 2.253 (97,2%) | 2.422 (94,7%) |
| Афроамериканци    | 10 (0,4%)     | 16 (0,6%)     |
| Азијати           | 10 (0,4%)     | 14 (0,5%)     |
| Хиспаноамериканци | 20 (0,9%)     | 45 (1,8%)     |
| Укупно            | 2.319         | 2.557         |